# جوئل بینین

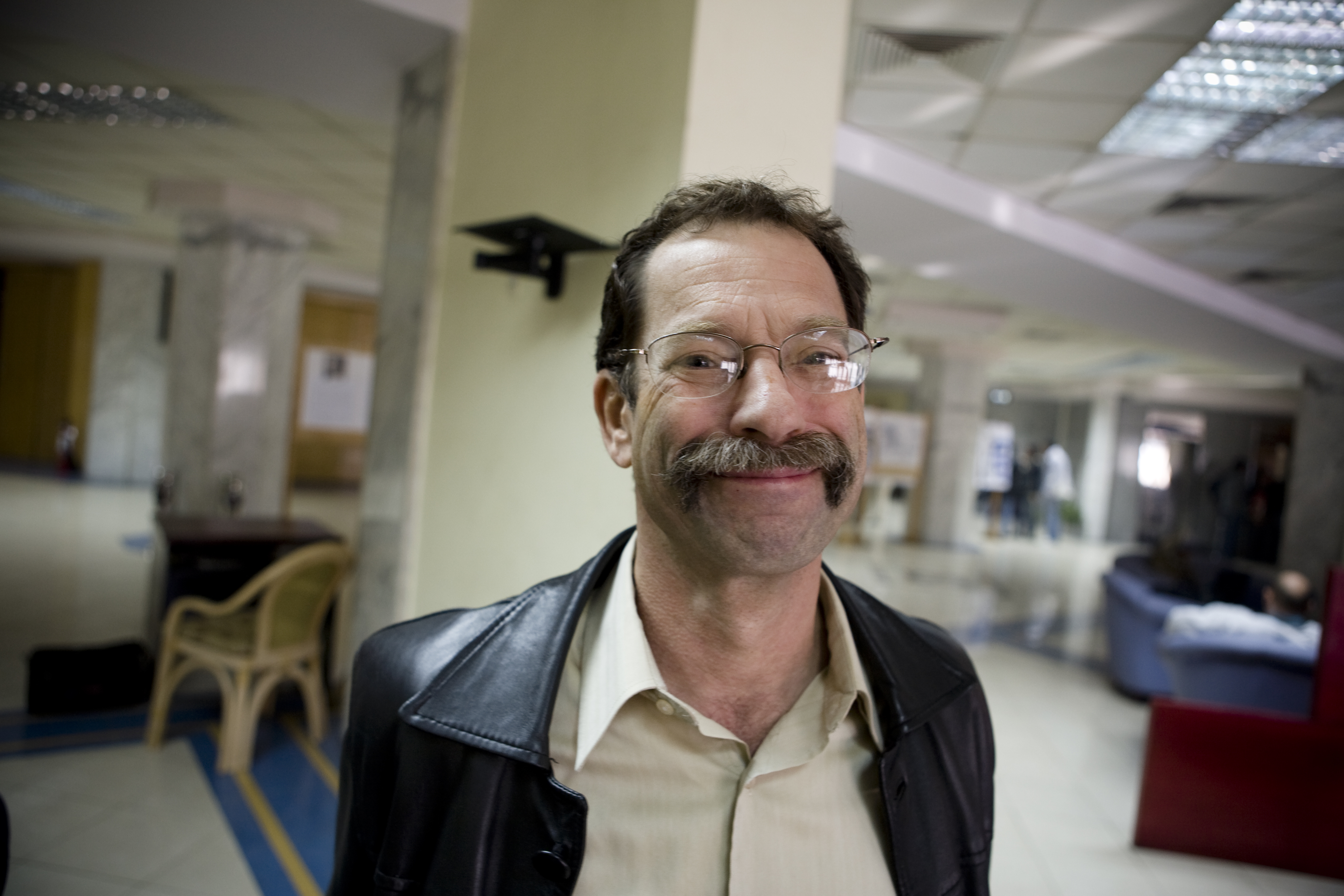
جوئل بینین در سال ۲۰۰۷. عکس از حسام الحملاوی.

جوئل بینین (انگلیسی: Joel Beinin)، استاد کرسی تاریخ دونالد ج. مک‌لاکلن و استاد تاریخ خاورمیانه در دانشگاه استنفورد است. او از سال ۲۰۰۶ تا ۲۰۰۸ به عنوان سرپرست مطالعات خاورمیانه و استاد تاریخ در دانشگاه آمریکایی قاهره مشغول به کار بود.